# Cyrtarachne heminaria
Cyrtarachne heminaria är en spindelart som beskrevs av Simon 1909. Cyrtarachne heminaria ingår i släktet Cyrtarachne och familjen hjulspindlar.
Artens utbredningsområde är Vietnam. Inga underarter finns listade i Catalogue of Life.